# Lechytia sakagamii
Espèce
Lechytia sakagamii est une espèce de pseudoscorpions de la famille des Lechytiidae.

## Distribution
Cette espèce se rencontre au Japon à Minamitori-shima, aux Îles Marshall, en Micronésie et aux États-Unis à Hawaï et aux îles Midway,,.

## Description
La femelle décrite par Beier en 1957 mesure 1 mm.
Les mâles mesurent de 0,96 à 1,07 mm et les femelles de 1,18 à 1,37 mm.

## Publication originale
- Morikawa, 1952 : Three new species of false-scorpions from the island of Marcus in the West Pacific Ocean. Memoirs of Ehime University, Sect. II, sér. B, vol. 1, p. 241-248